# American Scientist
American Scientist ist eine in sechs Ausgaben jährlich erscheinende populärwissenschaftliche Zeitschrift, die seit 1913 von Sigma Xi, einer bereits 1886 gegründeten wissenschaftlichen Vereinigung, herausgegeben wird. Chefredakteur ist Jamie L. Vernon.
Inhaltlich publiziert die Zeitschriften Artikel zu Neuigkeiten aus (Natur)-Wissenschaft, Ingenieurwesen und Technologie. Neben Nachrichtenartikeln erscheinen pro Ausgabe auch mehrere von Wissenschaftlern bzw. Ingenieuren verfasste Feature-Artikel sowie Buchrezension aus dem Themenspektrum der Zeitschrift.
Seit 2003 erscheint die Zeitschrift zudem auch online.